# Michael Johnson (kampsportare)
Michael Julian Johnson, född 4 juni 1986 i Saint Louis, är en amerikansk MMA-utövare som sedan 2010 tävlar i organisationen Ultimate Fighting Championship. 

## Karriär
Johnson debuterade inom professionell MMA i början av 2008 och deltog då främst i lokala tävlingar i Missouri. År 2010 deltog Johnson i den 12:e säsongen av The Ultimate Fighter.